# Thủ tướng Vương quốc Liên hiệp Anh và Bắc Ireland
Thủ tướng Vương quốc Liên hiệp Anh và Bắc Ireland (gọi tắt: Thủ tướng Anh) là người đứng đầu chính phủ của Vương quốc Liên hiệp Anh và Bắc Ireland. Thủ tướng lãnh đạo Nội các, bổ nhiệm bộ trưởng và khuyên bảo quân chủ Anh về việc thực hiện ngự quyền. Thủ tướng là một thành viên của Hạ viện Anh và làm việc theo sự tín nhiệm của Hạ viện.
Không có một đạo luật hay văn bản hiến pháp nào quy định chức vụ thủ tướng. Theo thông lệ, quân chủ Anh bổ nhiệm người được Hạ viện tín nhiệm làm thủ tướng, thông thường là lãnh đạo của đảng đa số trong Hạ viện.
Thủ tướng là Đại thượng thư thứ nhất phụ trách Ngân khố, Bộ trưởng Công vụ và phụ trách lĩnh vực an ninh quốc gia:p.22 và Bộ trưởng Liên hiệp được thành lập. Số 10 phố Downing tại Luân Đôn là nơi ở và làm việc của thủ tướng.
57 người (54 nam và 03 nữ) đã từng giữ chức vụ này, với Thủ tướng đầu tiên là Robert Walpole nhậm chức vào ngày 3 tháng 4 năm 1721. Thủ tướng tại vị lâu nhất cũng là Walpole với hơn hơn 20 năm giữ chức vụ, và người tại vị ngắn nhất là Liz Truss với chỉ 7 tuần phục vụ.

Thủ tướng đương nhiệm là Keir Starmer, lãnh đạo Công đảng Anh, sau khi được bổ nhiệm vào ngày 5 tháng 7 năm 2024.

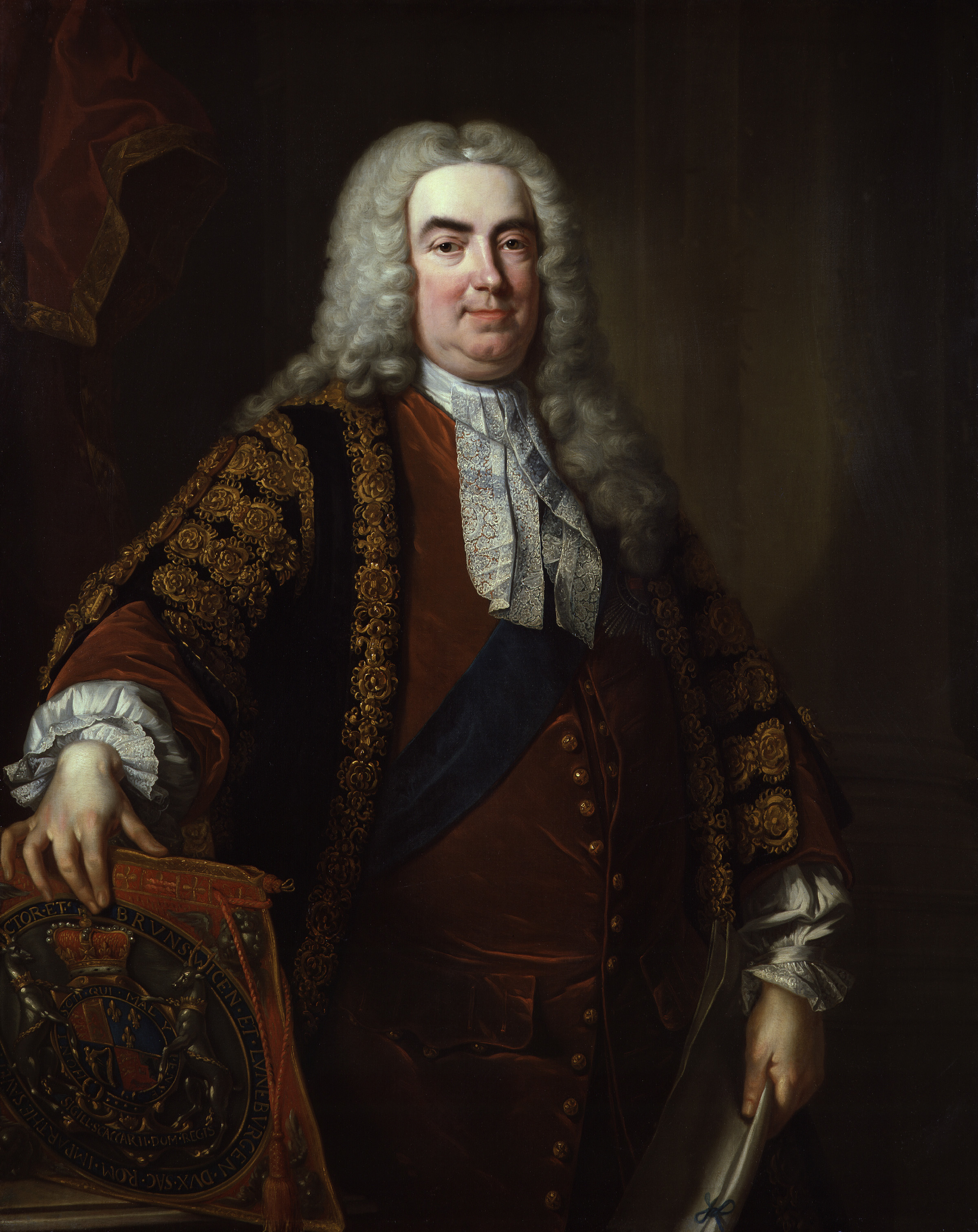
Quý ngài rất đáng kính Robert Walpole được coi là người đầu tiên giữ chức Thủ tướng Anh.

## Nhiệm vụ và quyền hạn
Thủ tướng là người đứng đầu chính phủ Anh và lãnh đạo Nội các. Thủ tướng là lãnh đạo của đảng đa số trong Hạ viện và được Hạ viện tín nhiệm cho nên thủ tướng nắm cả quyền hành pháp và quyền lập pháp.
Tại Hạ viện, thủ tướng lãnh đạo công tác lập pháp nhằm thực hiện chương trình nghị sự của chính phủ. Thủ tướng có quyền bổ nhiệm, miễn nhiệm bộ trưởng, thành viên khác của Nội các và phối hợp hoạt động, chính sách của các bộ, ngành công chức. Thủ tướng thay mặt chính phủ về đối nội và đối ngoại. Thủ tướng khuyên bảo quốc vương về việc thực hiện ngự quyền về bổ nhiệm tư pháp, chính trị, Giáo hội Anh; phong tước vị, hiệp sĩ, tặng thưởng huân chương, huy chương, danh hiệu vinh dự.

## Cơ sở hiến pháp
Chế độ chính trị của Anh được thành lập trên cơ sở những hiến lệ bất thành văn đã trở thành tập quán qua nhiều thế hệ. Chức vụ thủ tướng không được quy định tại một văn bản nào mà đã hình thành từ lâu đời.
Quan hệ giữa thủ tướng và quốc vương, Quốc hội và Nội các được quy định tại những hiến lệ bất thành văn này. Nhiều quyền hạn của thủ tướng trên pháp lý là ngự quyền của quốc vương Anh. Mặc dù có một vị trí then chốt trong chế độ chính trị nhưng chức vụ thủ tướng chỉ được thừa nhận từ đầu thế kỷ 20. Chức vụ thủ tướng được đề cập lần đầu tiên vào năm 1917 trong Luật biệt thự Chequers, quy định Chequers là biệt thự chính thức của thủ tướng. Từ thế kỷ 20, chức vụ thủ tướng bắt đầu xuất hiện trong luật của Quốc hội và những văn bản chính thức nhưng quyền hạn của thủ tướng và quan hệ giữa thủ tướng và những thể chế nhà nước khác vẫn chịu sự chi phối của những hiến lệ, quy ước lịch sử bắt nguồn từ ngự quyền cổ truyền của quốc vương. Thủ tướng là Đại thượng thư thứ nhất phụ trách Ngân khố. Từ tháng 11 năm 1968, thủ tướng là bộ trưởng công vụ, chịu trách nhiệm quản lý ngành cán bộ, công chức.
Chính thức thì quốc vương vẫn duy trì nhiều ngự quyền nhưng theo hiến lệ thì quốc vương không can thiệp vào chính trị, các bộ trưởng là người thực hiện ngự quyền, cho nên quốc vương trên thực tế chỉ có ba quyền: quyền được biết, quyền khuyên bảo và quyền cảnh báo.

### Bổ nhiệm
Thời nay, việc bổ nhiệm thủ tướng được thực hiện theo những hiến lệ, văn bản xác tín như Cẩm nang Nội các.
Thủ tướng do quốc vương thực hiện ngự quyền bổ nhiệm. Trong quá khứ, quốc vương có quyền tùy ý bổ nhiệm, miễn nhiệm thủ tướng (lần cuối cùng là vào năm 1834) nhưng hiện tại có quy ước là quốc vương sẽ không can thiệp vào chính trị.:3
Thủ tướng "thừa hành chức vụ theo sự tín nhiệm của Hạ viện mà cơ sở là sự tín nhiệm của cử tri được thể hiện trong một cuộc tổng tuyển cử".:3.1 Theo thông lệ, thủ tướng là một thành viên Hạ viện và là lãnh đạo của đảng đa số trong Hạ viện.:3.1

### Văn phòng Thủ tướng
Văn phòng Thủ tướng giúp thủ tướng "hoạch định và thi hành các chính sách, chiến lược chung của chính phủ và trình bày chính sách của chính phủ trước Quốc hội, công chúng và cộng đồng quốc tế". Văn phòng Thủ tướng trực thuộc Văn phòng Nội các nhưng nhiệm vụ, quyền hạn của hai cơ quan khá tương đồng.

### Phiên chất vấn thủ tướng
Theo hiến lệ, Hạ viện tổ chức phiên chất vấn thủ tướng vào trưa mỗi thứ Tư để cho các nghị sĩ chất vấn thủ tướng. Lãnh đạo của đảng đối lập lớn nhất thông thường được chất vấn thủ tướng sáu câu hỏi, lãnh đạo của đảng đối lập lớn thứ ba được chất vấn hai câu hỏi. Phiên chất vấn thủ tướng được phát sóng trên truyền hình và đài phát thanh.
Thủ tướng cũng xuất hiện trước Ủy ban Liên lạc Hạ viện để giải trình về chính sách công.

### An ninh
Bộ Tư lệnh Cảnh vệ thuộc Cảnh sát Luân Đôn chịu trách nhiệm bảo vệ thủ tướng và các nguyên thủ tướng. Xe đặc chủng của thủ tướng được trang bị nhiều tính năng an ninh, lái xe là người của Bộ Tư lệnh Cảnh vệ. Chuyến bay của thủ tướng do quân đội và những hãng hàng không dân dụng phục vụ.

### Vai trò quốc tế
Thủ tướng thay mặt Anh về đối nội và đối ngoại, ví dụ như ở Hội nghị thượng đỉnh G7 hằng năm.

### Cấp phó

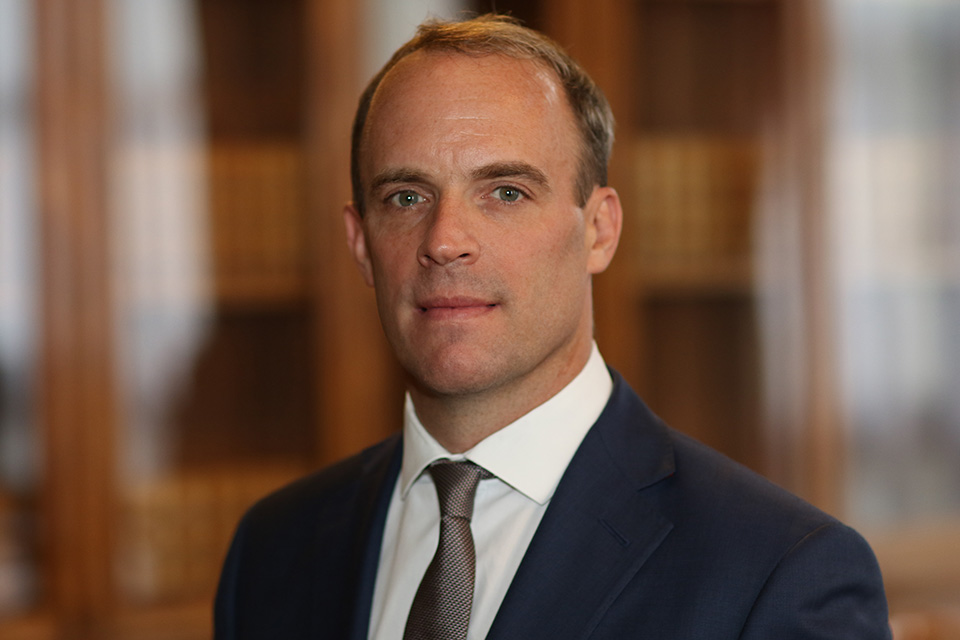
Dominic Raab là Đệ nhất Quốc vụ khanh từ năm 2019 đến năm 2021. Ông giữ quyền thủ tướng khi Boris Johnson mắc bệnh COVID-19 vào tháng 4 năm 2020.

Cấp phó của thủ tướng thay đổi tùy theo thủ tướng, đôi khi là một phó thủ tướng, một đệ nhất quốc vụ khanh hoặc thậm chí không có một cấp phó mà chỉ tùy cơ ứng biến.

#### Kế nhiệm
Không ai có quyền tất nhiên được kế nhiệm thủ tướng. Trong trường hợp thủ tướng qua đời thì sẽ bổ nhiệm một thủ tướng lâm thời nhưng có tranh luận về ai nên được làm thủ tướng lâm thời.
Trong thời gian công du thì thủ tướng thông thường chỉ định một bộ trưởng cấp cao làm thường trực phụ trách những công việc, cuộc họp cấp bách nếu cần thiết nhưng thủ tướng tiếp tục lãnh đạo và được cập nhật thường xuyên.
Ngày 6 tháng 4 năm 2020, Thủ tướng Boris Johnson đã yêu cầu Đệ nhất Quốc vụ khanh Dominic Raab "thay quyền cho ông khi cần thiết" sau khi phải nhập viện vì COVID-19.

### Từ chức

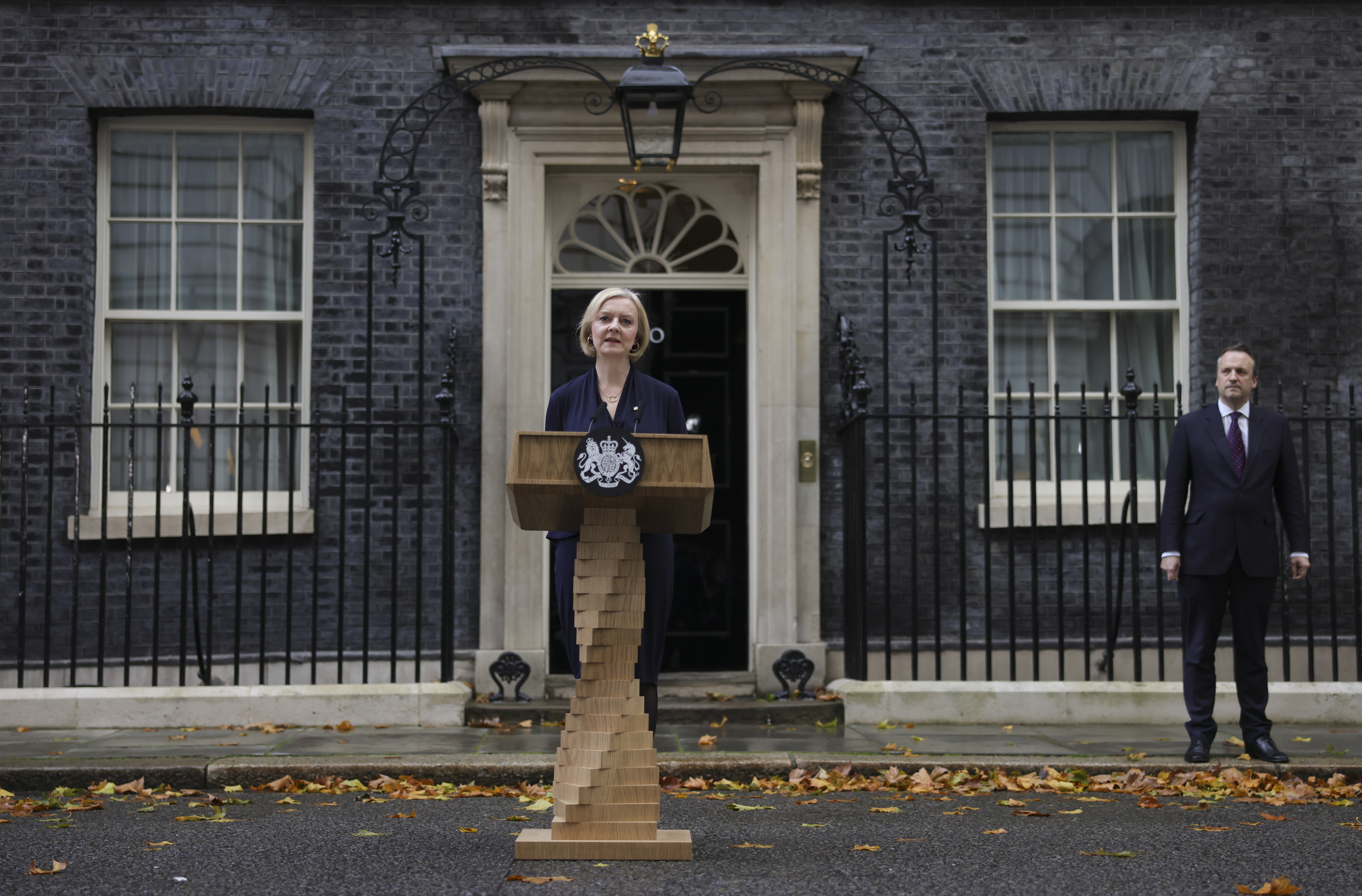
Thủ tướng Liz Truss tuyên bố từ chức bên ngoài số 10 phố Downing, ngày 20 tháng 10 năm 2022

Thủ tướng chấm dứt nhiệm kỳ của mình bằng cách nộp đơn từ chức lên quốc vương. Trường hợp thủ tướng từ chức giữa nhiệm kỳ mà đảng của họ giữ đa số trong Hạ viện thì đảng đa số đề cử ứng cử viên thủ tướng, quốc vương chính thức yêu cầu người này thành lập chính phủ mới. Sau khi từ chức, nguyên thủ tướng tiếp tục là thành viên Hạ viện. Một thủ tướng mãn nhiệm có quyền đề nghị quốc vương ban thưởng cho bất cứ ai mà họ yêu cầu. Chưa có thủ tướng nào thất cử Hạ viện trong một cuộc tổng tuyển cử. Spencer Perceval là thủ tướng duy nhất bị ám sát, vụ ám sát xảy ra vào năm 1812.

## Đặc quyền

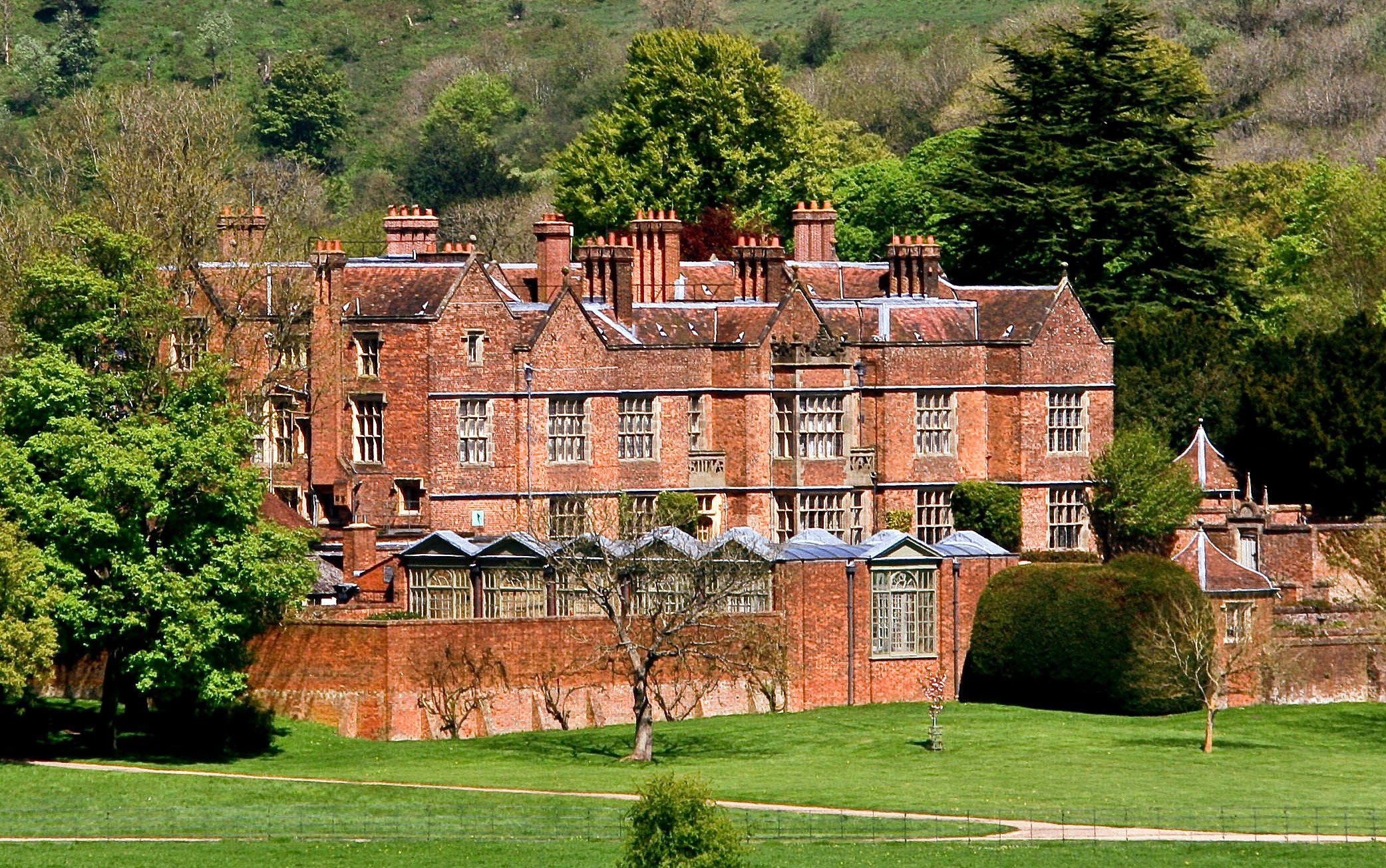
Chequers, biệt thự nông thôn của thủ tướng.

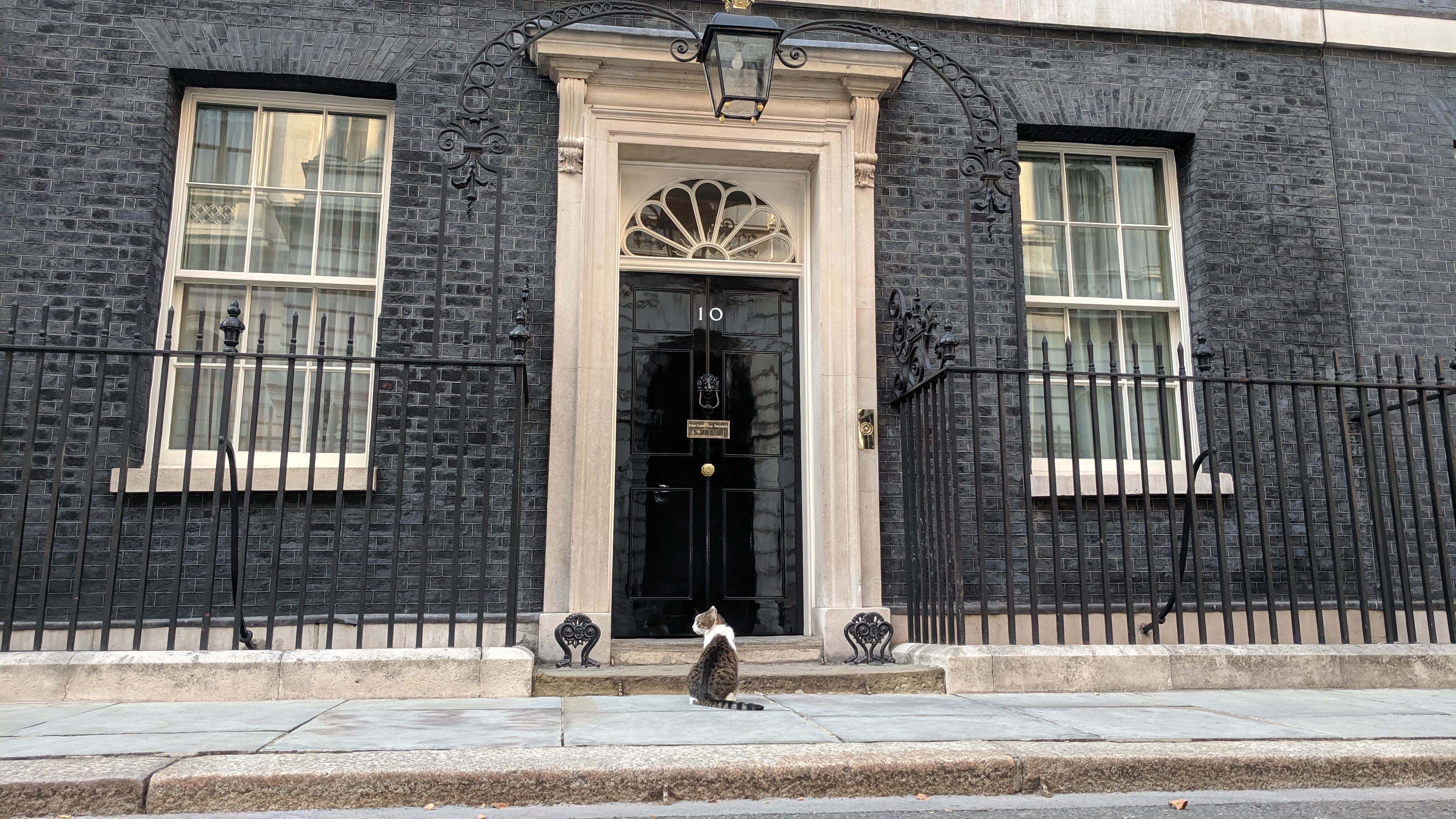
Số 10 phố Downing, nơi ở và làm việc chính thức của thủ tướng.

Khi nhậm chức, một tân thủ tướng sẽ ra tuyên bố rằng quốc vương đã bổ nhiệm mình làm thủ tướng. Ngôn từ của tuyên bố như sau:
Quốc vương Bệ hạ [Nữ vương Bệ hạ] đã yêu cầu tôi thành lập một chính phủ và tôi đã chấp nhận.

Trên cả nước, chức vụ thủ tướng cao hơn tất cả những chức vụ, chức danh khác, ngoại trừ thành viên vương thất Anh, Đại Chưởng ấn và những chức sắc cấp cao trong Giáo hội Anh.
Năm 2010, mức lương của thủ tướng là £142.500, đã bao gồm mức lương £65.737 của thành viên Hạ viện. Cho đến năm 2006, Đại chưởng ấn có mức lương cao hơn thủ tướng trong chính phủ vì có hệ số lương cao hơn. Luật Cải cách hiến pháp năm 2005 bãi bỏ những nhiệm vụ, quyền hạn tư pháp của Đại chưởng ấn và hạ hệ số lương thấp hơn thủ tướng.
Theo thường lệ, thủ tướng là một thành viên suốt đời của Cơ mật viện và được tôn xưng là "Quý ngài chí tôn". Có hiến lệ là chỉ thành viên Cơ mật viện mới được đề cử làm thủ tướng. Ngoại lệ duy nhất là Ramsay MacDonald vào năm 1924; ông được bổ nhiệm làm thành viên Cơ mật viện ngay trước khi được bổ nhiệm làm thủ tướng.
Số 10 phố Downing tại Luân Đôn là nơi ở và làm việc chính thức của thủ tướng từ năm 1732. Chequers tại Buckinghamshire là biệt thự nông thôn của thủ tướng, được trao tặng cho chính phủ vào năm 1917.

## Phụ cấp chi phí công vụ
Các nguyên thủ tướng đều được hưởng phụ cấp để bù đắp chi phí thi hành công vụ trên cương vị thủ tướng. Không được dùng phụ cấp chi phí công vụ cho những chi phí cá nhân hoặc chi phí công tác quốc hội.
Mức phụ cấp chi phí công vụ tối đa mỗi năm là £115.000, cộng thêm 10% cho chi phí lương hưu của nhân viên. Hằng năm thủ tướng xem xét điều chỉnh mức phụ cấp chi phí công vụ. Những nguyên thủ tướng được bổ nhiệm vào chức vụ công khác và nhận tiền công quỹ có thể bị giảm mức phụ cấp.